# Machaerotypus arisanus
Machaerotypus arisanus är en insektsart som beskrevs av Kato 1928. Machaerotypus arisanus ingår i släktet Machaerotypus och familjen hornstritar. Inga underarter finns listade i Catalogue of Life.